# Parafia Dobrego Pasterza w Żarach
Parafia Dobrego Pasterza w Żarach – parafia Kościoła Polskokatolickiego w RP z siedzibą w Żarach, położona w dekanacie lubuskim diecezji wrocławskiej. Msze św. sprawowane są w niedzielę o godzinie 11:30 oraz w wybrane dni tygodnia o godzinie 17:30 w kościele parafialnym Dobrego Pasterza przy ul. Żagańskiej.
Pierwsze polskokatolickie parafie na Ziemi Lubuskiej powstały stosunkowo późno, bo dopiero na początku lat sześćdziesiątych XX wieku, w wyniku polityki misyjnej na ziemiach zachodnich. Pierwszą z nich była erygowana 19 grudnia 1961 parafia w Szprotawie, drugą zaś parafia w Żarach. Na nabożeństwa do istniejących parafii polskokatolickich przyjeżdżali także mieszkańcy Gozdnicy, co zaowocowało utworzeniem w sierpniu 1965 parafii polskokatolickiej. Niebawem udało się także zorganizować parafię w Żaganiu. Wizytacja parafii przeprowadzona w kwietniu 1969, wskazywała, że liczba parafian w Żarach wynosiła 130 osób. Parafia polskokatolicka w Żarach użytkuje od samego początku dawny kościół ewangelicko-augsburski.